# Attivazione trascrizionale controllata da tetraciclina
L'attivazione trascrizionale controllata da tetraciclina è un sistema di espressione genica inducibile nella quale la trascrizione è attivata o disattivata in modo reversibile in presenza dell'antibiotico tetraciclina, o di uno dei suoi derivati (ad esempio doxiciclina). In natura, il promotore Ptet esprime il fattore TetR, il repressore, e il fattore TetA, costituito da una proteina in grado di pompare all'esterno della cellula l'antibiotico tetraciclina. Il sistema viene distinto in Tet-On o Tet-Off a seconda che l'attivazione trascrizionale del gene di interesse sia rispettivamente indotta o repressa dalla presenza di tetraciclina.

## Tet-Off e Tet-On
I due più comuni sistemi di espressione inducibile utilizzati per ricerca biologica in sistemi cellulari eucarioti sono chiamati Tet-Off e Tet-On. Il sistema Tet-Off per il controllo dell'espressione di geni di interesse in cellule di mammifero è stato sviluppato da Manfred Hermann e Bujard Gossen presso l'Università di Heidelberg e pubblicato la prima volta nel 1992.
Il sistema Tet-Off si basa sull'uso di un plasmide in grado di esprimere il fattore di transattivazione della tetraciclina (tTA), che è una proteina di fusione costituita da tetR (repressore delle tetracicline) di Escherichia coli e il dominio di attivazione della proteina VP16 di Herpes simplex virus (VP16AD).
Un secondo plasmide (detto responsivo) è in grado di esprimere un dato gene di interesse sotto il controllo di un promotore minimo, ad esempio CMV. A monte del promotore sono collocate numerose ripetizioni della sequenza dell'operatore TetO, che possono essere riconosciute e legate dal fattore tTA. La totalità delle diverse sequenze tetO insieme al promotore minimo è detto elemento di risposta tetraciclina (TRE), così chiamato poiché l'espressione dei geni controllati da TRE può essere repressa dalla tetraciclina e suoi derivati. Questi antibiotici legano tTA e lo rendono incapace di legarsi alla sequenze TRE, impedendo in tal modo la transattivazione dei geni controllati.
Il sistema Tet-on agisce attraverso un meccanismo simile, ma in modo opposto. Mentre in un sistema Tet-Off tTA è capace di legarsi all'operatore quando non si trova legato a tetraciclina o un suo derivato, in un sistema Tet-On la proteina rtTA (analoga alla proteina tTA presente nel sistema Tet-Off, dove la “r” sta per “reverse”) è capace di legarsi all'operatore solo quando si trova legato a tetraciclina. In questo caso la presenza di tetraciclina induce la trascrizione del gene di interesse. Il sistema Tet-On è talvolta preferito al Tet-Off per la sua capacità di risposta più veloce.
Il sistema di espressione Tet-Off è utilizzato in colture di cellule eucariote provenienti da mammiferi, piante, anfibi e insetti; il sistema può essere utilizzato anche per generare interi organismi transgenici che esprimono condizionatamente geni di interesse (piante, topi, ratti).

## Tet-On Advanced e Tet-On 3G
Il sistema di transattivazione Tet-On Advanced è una versione alternativa del sistema Tet-On che assicura una riduzione dell'espressione basale del gene di interesse, e agisce a concentrazioni di doxiciclina (utilizzata più frequentemente in ricerca rispetto alla tetraciclina perché più stabile) dieci volte inferiori rispetto al solo sistema Tet-On. Questo sistema è inoltre ottimizzato per l'espressione in cellule umane, utilizza una forma mutata di TetR (rTetR) sintetizzata in fusione con tre ripetizioni del dominio VP16 mutato, garantendo una espressione particolarmente stabile in cellule eucariote. Il sistema Tet-On Advanced è stato ottenuto a partire da due mutanti, individuati nel 2000 da H. Bujard e dai suoi colleghi, ottenuti tramite mutagenesi casuale della regione del gene codificante per il repressore TetR. Il sistema Tet-On 3G è simile al sistema Tet-On Advanced poiché è stato derivato dal medesimo predecessore. È anch'esso ottimizzato per i codoni umani ed è caratterizzato dalla presenza di un promotore mutato con ridotta attività basale. La proteina di transattivazione presenta 5 amminoacidi sostituiti rispetto alla stessa del sistema Tet-On Advanced che ne aumenta ulteriormente la sensibilità alla doxiciclina. In definitiva, il sistema Tet-On 3G ha una sensibilità aumentata di cento volte rispetto al Tet-On originale.

## TRE
L'elemento di risposta alla tetraciclina (TRE, sigla dell'inglese Tetracycline Responsive Element) è una sequenza di DNA che consiste in 7 ripetizioni della sequenza batterica TetO (19bp) separate da una sequenza spaziatrice. TRE viene riconosciuto e legato dalla porzione TetR di tTA. L'elemento di risposta alla tetraciclina viene solitamente collocato a monte di un promotore minimo dotato di bassa espressione basale in assenza di legame di tTA al DNA.

## Vantaggi e svantaggi
Il sistema Tet mostra diversi vantaggi rispetto ai sistemi di espressione condizionale basati su Cre/lox, FLP-FRT e ER (recettore degli estrogeni). Nei sistemi Cre/lox e FLP-FRT l'attivazione o il silenziamento del gene di interesse diventa irreversibile nel momento in cui viene completata la ricombinazione, mentre nei sistemi Tet e ER è reversibile. Il sistema Tet, che dipende dalla trascrizione e successiva traduzione di un gene bersaglio, risulta più lento all'attivazione rispetto al sistema ER, che al contrario si basa sulla stabilizzazione di una proteina target già espressa. Inoltre, poiché la sequenza di 19bp che costituisce i TRE è naturalmente assente nelle cellule di mammifero, si ritiene che la pleiotropia di azione sia minimizzata rispetto ai metodi ormonali. Nell'uso del sistema Tet in colture cellulari, è necessario verificare che il siero fetale bovino sia privo di contaminazioni da tetraciclina, o che la concentrazione dell'antibiotico sia sufficientemente bassa da non interferire con l'inducibilità.